# Социалистическая партия Румынии
Социалистическая партия Румынии (СПР, рум. Partidul Socialist din România) — румынская левая политическая партия, существовавшая до 1921 года. Её предшественницами были Социал-демократическая партия рабочих Румынии (рум. Partidul Social-Democrat al Muncitorilor din Romȃnia), существовавшая в 1893—1899 годах, и Социал-демократическая партия Румынии (рум. Partidul Social Democrat din România), существовавшая в 1910—1918 годах.
Уже вскоре после своего воссоздания после Первой мировой войны Социалистическая партия Румынии разделилась на максималистское большинство, поддерживающее большевистские и ленинистские ориентиры, и реформистское меньшинство: первое присоединилось к Коминтерну как Социалистическо-коммунистическая партия Румынии (рум. Partidul Socialist-Comunist din România) в мае 1921 года (официально известная как Коммунистическая партия Румынии с 1922 года), в то время как меньшинство в итоге создало новую Социал-демократическую партию Румынии в 1927 году.
Штаб-квартира СПР располагалась в Бухаресте, в Социалистическом клубе на улице Сфынтул Ионикэ (Sfântul Ionică) № 12, недалеко от старого Национального театра. В здании в итоге также разместились всерумынские профсоюзы. Социалисты редактировали газету «Socialismul» («Социализм», основана в 1918 как «Trăiască Socialismul»). 
Среди активистов и сочувствующих СДПР/СПР были писатели Антон Бакалбаша и Гала Галактион, художники Николае Тоница и Камил Рессу.

## Предыстория

### Первые румынские социалисты
История социалистического движения в Румынии ведётся с 1834—1835 годов, когда социалисты-утописты Теодор Диамант и Эманоил Бэлэчану — аристократы по происхождению, заинтересовавшиеся учением Шарля Фурье, — основали фаланстер в Скэени.
С 1870-х годов социалистические идеи снова стали привлекать внимание в Румынии, особенно в студенческой среде (среди этих ранних румынских социалистов был уроженец Екатеринослава Константин Доброджану-Геря).

### Социал-демократическая партия рабочих Румынии
Первая современная социалистическая партия в Румынии была создана в апреле 1893 года на съезде рабочих кружков в Галаце под названием Социал-демократическая партия рабочих Румынии (СДПРР, рум. Partidul Social-Democrat al Muncitorilor din Romȃnia). Съезд принял программу партии, избрал руководящие органы и делегатов на конгресс Второго Интернационала в Цюрихе в том же году.
В программе СДПРР, с одной стороны, упоминались классовая борьба и непримиримый антагонизме между буржуазией и рабочим классом, с другой, настаивалось на «развитии движения по пути строгой легальности». Со II съезда (1894) акцент СДПРР делала на борьбе за всеобщее избирательное право, организовала ряд политических выступлений, публичных собраний и манифестаций рабочих. К 1897 году в её рядах было около 6 тысяч человек.
При этом с самого своего создания СДПРР была поляризована между реформистским руководством, т. н. «великодушными» («благодушными »или «великодушной молодёжью» — в их числе были Иоан Нэдежде и Василе Г. Морцун, а также известный интеллектуал Георгиу Ион Диаманди) и революционно-марксистским крылом (Ион К. Фриму, Штефан Георгиу, Александру Ионеску). «Великодушные» ориентировались на «классовое сотрудничество», компромисс с королевской властью, сближение с левым крылом Национально-либеральной партии во главе с Ионелом Брэтиану (посредником в переговорах выступал Константин Стере) и переименование в «национальных демократов».
В апреле 1899 года «великодушные» провели съезд, на который не допустили еврейских делегатов, и по его итогам перешли в Национал-либеральную партию. СДПРР фактически прекратила свою деятельность. Многие её бывшие члены, как Гарабет Ибрэиляну, перешли на позиции аграрного социализма — националистически окрашенного местного варианта народничества, попоранизма.
За время существования СДПРР состоялось, кроме учредительного, 5 съездов партии: в 1894, 1895, 1897, 1898, 1899. Центральным органом СДПРР была газета «Munca», в 1894 году переименованная в «Lumea Nou».

### Социал-демократическая партия Румынии
В 1910 году партия была воссоздана вокруг журнала «România Muncitoare» под названием Социал-демократическая партия Румынии (СДПР, рум. Partidul Social Democrat din România) как политическое крыло профсоюзного движения. Учредительный съезд СДПР (январь-февраль 1910), принявший программу и устав, высказался за ликвидацию «эксплуатации труда в любых формах и замену ее социализацией средств производства». Среди программных требований были всеобщее избирательное право, рабочее законодательство, 8-часовой рабочий день, право на забастовки, объединения рабочих; однако аграрную программу выработать партия не сумела.
СДПР фактически стала основой для создания в 1910 Балканской социал-демократической федерации, объединившей социалистические партии Болгарии, Сербии, Румынии и Греции. Антимилитаристская позиция партии привела её к осуждению участия Румынии как во Второй Балканской войне, так и в Первой мировой войне (равно как и социал-патриотической позиции западных социал-демократических партий). Накануне вступления страны в Первую мировую левое интернационалистское крыло СДПР активно боролось против вовлечения Румынии в войну: организовывало забастовки и антивоенные демонстрации, издало манифест «Война войне». Оно предлагало федералистское решение сложной этнической ситуации на Балканах.
В 1915 году, когда Румыния ещё сохраняла свой нейтралитет, СДПР во главе с революционно настроенным марксистом Христианом Раковским сыграла заметную роль в антивоенной Циммервальдской конференции и выступила инициатором созыва 2-й Балканской социалистической конференции. После некоторых внутренних дискуссий V съезд СДПР (октябрь 1915 года) осудил социал-шовинизм и сотрудничество с буржуазией во имя гражданского мира.
Когда Румыния сблизилась с державами Антанты, правительство решило расправиться с социалистическим движением, жестоко подавив антивоенную демонстрацию в Галаце в июне 1916 года. После вступления страны в войну в августе 1916 года СДПР была объявлена вне закона, а её печатный орган — закрыт. Партия смогла сохранить подпольную деятельность только в главных промышленных центрах страны, таких как Бухарест, Яссы и долина реки Прахова.
В то время как генеральный секретарь партии Димитрие Маринеску был призван и убит на фронте, других видных активистов, включая Раковского и Михаила Георгиу Бужора, арестовали, а Макса Векслера вообще убили в тюрьме. Георге Кристеску, Алеку Константинеску и другие продолжали активную деятельность в Бухаресте под оккупацией Центральными державами и поддерживали связи с Социал-демократической партией Германии; группа, в которую вошли Екатерина Арборе, Константин Поповичи, Илие Московичи, Гиэ Моску и Константин Тител Петреску, протестовала против Бухарестского мирного договора (1918) и была арестована правительством Александру Маргиломана, но вскоре освобождена по амнистии.

### Возрождение и восстановление
Под влиянием Февральской революции 1917 года в России деятельность нелегальной СДПР активизировалась. В июне 1917 года бежавшие от репрессий в революционную Россию и вошедшие в Румчерод румынские революционные социал-демократы (включая Раковского, Бужора, Александру Николау и Иона Дическу) основали в Одессе Комитет действия, с сентября 1917 издававший газету «Lupta», в которой разоблачался империалистический характер войны, призывалось к установлению демократической республики и экспроприации помещичьих земель.
После Октябрьской революции в России для подготовки восстания на оккупированной войсками Германии территории Румынии был учреждён Комитет действия революционных социалистический организаций во главе с Алеку Константинеску. СДПР радикализовала своё послание, добавив к своим предыдущим призывам к всеобщему избирательному праву республиканскую программу, поддержку земельной реформы и прекращение всех форм эксплуатации. В ноябре 1918 года социал-демократы смогли перейти на легальное положение.
11 декабря 1918 года членами СДПР, вышедшими из подполья, была создана новая легальная Социалистическая партия. Они приняли «Декларацию принципов СПР» (декабрь 1918), определявшую конечной целью борьбы рабочего класса установление диктатуры пролетариата и строительство коммунизма. Создание СПР совпало с созданием Великой Румынии после мировой войны; с мая 1919 года начался процесс слияния с социал-демократическими группами на бывших территориях Австро-Венгрии — социал-демократическими партиями Трансильвании, Баната и Буковины. Партии приняли общую платформу в октябре 1920 года.

## История

### После воссоздания
26 декабря (13 по старому стилю) 1918 года, всего через несколько дней после создания партии, наборщики Бухареста, протестовавшие с ноября, привели 15-тысячный марш к зданию Министерства промышленности на проспекте Победы, требуя восьмичасовой день, повышение заработной платы, гарантии гражданских свобод. По приказу правительства Константина Коанды, боявшегося «большевистской агитации», войска стреляли в толпу и кололи протестующих штыками. Они также ворвались в штаб-квартиру партии и арестовали нескольких лидеров социалистов, в том числе генерального секретаря Московичи и И. К. Фриму, умершего в заключении.
Четверо активистов СПР, включая Алеку Константинеску, были приговорены к пяти годам тюремного заключения, но остальные арестованные были оправданы. В конце концов, в феврале 1919 года большинство требований социалистической группы было выполнено после того, как трансильванские социалисты Иосиф Жуманка и Иоан Флюераш приехали в Бухарест и обсудили этот вопрос как с королем Фердинандом, так и с новым премьер-министром Ионэлом Братьяну.
В конце 1919 года новой Социалистической партии и её трансильванскому крылу нарождавшаяся Народная партия предложила объединение, однако в свете того, что лидер последней Александру Авереску пытался навязать платформу своей партии социалистам, переговоры не дали результатов.

### Рост влияния
После выборов 1919 года, на которых СПР использовала логотип СДПР с двумя перекрещенными молотами, социалисты направили 7 представителей в Палату депутатов; после выборов 1920 года их количество увеличилось до 19 мест (а также 3 в Сенате). Три социалистических кандидата в сенаторы — Кристеску, Александру Доброджану-Геря и Борис Стефанов — не были утверждены в парламенте, несмотря на то, что победили на всенародном голосовании.
Нараставшее рабочее движение (важной вехой которого была демонстрация типографских работников в Бухаресте в декабре 1918 года) кульминировало в Октябрьской всеобщей забастовке 1920 года, проведённой Социалистической партией, но следом за этим на неё обрушились репрессии.
К осени 1920 года СПР, по советским данным, насчитывала более 100 тысяч человек. В начале 1921 года у партии было 27 ячеек по всей стране, насчитывавших, по румынским оценкам, 40-45 тысяч зарегистрированных членов; под её влиянием находилось порядка 200 тысяч членов профсоюзов. При этом общую численность промышленного рабочего класса в Румынии 1920—1930-х годов оценивают в 400—820 тысяч человек..

### Коминтерн и реформистский раскол
Под влиянием левого пробольшевистского крыла конечной целью своей деятельности партия провозгласила установление диктатуры пролетариата и осуществление коммунизма, настаивая на приоритете революционных методов борьбы. В апреле 1920 года это крыло СПР (Константин Ивэнуш, Леонте Филипеску, Панделе Бекяну и др.) создало ЦК коммунистических групп. Основной вопрос, по которому произошел раскол партии, был связан с вхождением в Коминтерн. В 1920 году партия направила своих представителей на Второй Всемирный конгресс Коминтерна в Москве, где они участвовали в длительных переговорах с Христианом Раковским, Григорием Зиновьевым и Николаем Бухариным.
В делегацию вошли Кристеску, Доброджану-Геря, Давид Фабиан и Константин Поповичи; двумя делегатами, представляющими Социалистическую партию Трансильвании и Баната, были Евгений Розвань и Иоан Флуераш — но последний, будучи реформистом и бывшим членом Национального румынского совета в Трансильвании, считался Коминтерном «классовым врагом».
В частности, Бухарин призвал СПР согласиться с 21 условием приёма в Коммунистический Интернационал, изложенными Владимиром Лениным, а также признать верховенство Балканской коммунистической федерации Коминтерна. По словам журналиста Виктора Фрунзэ, дополнительное и горячо оспариваемое требование касалось подчинения профсоюзов партийному контролю.
Доброджану-Геря, Поповичи и Кристеску встретились с Лениным, который пообещал сохранить определенную степень автономии для румынской группы. Вернувшись в Бухарест, Флуераш со своим единомышленником Жуманкой призвал партию вернуться к реформистской (и великорумынской) позиции. Когда в феврале 1921 года Генеральный совет СПР принял решение о созыве съезда для обсуждения выработанных ЦК коммунистических групп тезисов о присоединении партии к Третьему Интернационалу, несогласные с решением реформистские лидеры вышли из СПР и в 1927 образовали Социал-демократическую партию Румынии. В марте 1921 года в Яссах состоялась всерумынская конференция коммунистических групп.

### Майский съезд
Резолюция по Коминтерну была разработана при поддержке 18 из 38 членов Генерального совета и вынесена на состоявшийся после 8 мая съезд, на котором фракция максималистов приняла название Социалистическо-коммунистической партии Румынии (СКПР), положив таким образо начало румынской компартии.
Во время голосования 11 мая сторонники Коминтерна получили 428 мандатов из общего числа 540 и, учитывая отъезд реформистов, представляли 51 из 77 делегатов. 111 центристских делегатов, поддерживавших эту трансформацию с оговорками, были маргинализованы внутри коммунистической группы в течение последующего периода.

### Репрессии
Румынская армия, ворвавшись в помещение партии, задержала всех 51 социалистов-коммунистов. Вскоре в тюрьму были брошены ещё 200 известных социалистических активистов. Среди прочих, были арестованы Виталий Холостенко, Марсель Паукер, Элена Филипеску, Лукрециу Пэтрэшкану и Элек Кёблеш.
В суде власти преследовали арестованных (до 300 человек) в процессе Dealul Spirii, пытаясь связать их с Максом Гольдштейном — террористом неопределенной принадлежности, взорвавшим бомбу в румынском Сенате 8 декабря 1920 года. Обвинения были основаны на неприятии социалистами-коммунистами «Великой Румынии» и их пропаганде «Мировой революции».
Зачинщиком процесса был министр внутренних дел в кабинете Александру Авереску Константин Арджетояну, который позднее признал, что у ареста не было законных оснований, но торжествовал, что этим «коммунизм в Румынии закончился». По его воспоминаниям, премьер-министр колебался, в то время как министр юстиции советовал отказаться от развязывания процесса.
Пока судебный процесс шёл полным ходом, Арджетояну санкционировал расстрел нескольких задержанных социалистов-коммунистов (в том числе Леонте Филипеску) под предлогом, что те пытались бежать. К заключённым также применялись пытки и избиения.
На 3-м конгрессе Коминтерна в июле Карл Радек сообщил, что российское большевистское правительство и международная группа в целом продолжали признавать пребывавших в тюрьме лидеров СКПР в качестве официального исполнительного органа румынской партии. Несколько беженцев, в основном выходцы из Бессарабии, были избраны в качестве представителей партии в Москве (в их числе Гита Моску/Московичи, он же Александр Бадулеску). К ним присоединился Алеку Константинеску как единственный присутствующий видный социалист из Румынии. Виктор Фрунзэ приписал этому моменту разрыв связи между традицией СПР и новым большевистским курсом; его мнение оспаривалось политологом Владимиром Тисманяну, пришедшему к выводу, что подчинение Коминтерну в равной степени требовали все пробольшевистские члены партии.

### Последствия
Большинство обвиняемых были в конечном итоге амнистированы по приказу короля Фердинанда. На своем съезде 1922 года в Плоешти социалисты-коммунисты официально создали Румынскую коммунистическую партию. Она была зарещена кабинетом Брэтиану в апреле 1924 года. В 1925 году Кристеску сам покинул коммунистическую группу после столкновения с Балканской коммунистической федерацией. РКП оставалась довольно слабой группировкой в подполье, большая часть руководства которой укрылась в Советском Союзе; однако после окончания Второй мировой войны она стала правящей партией социалистической Румынии.
Восстановленная в январе 1922 года СПР во главе с Илие Московичи, Литманом Гелертером и Константином Поповичи продолжала номинально существовать после слияния с недавно созданной Федерацией румынских социалистических партий (май 1922 года). Используя символику СПР и воссоединив реформистские группы страны, она создала свою собственную фракцию в Палате депутатов и была представлена в 2½ Интернационале. 7 мая 1927 года различные группы в Федерации воссоединились, чтобы восстановить Социал-демократическую партию Румынии (СДПР) во главе с Константином Тителем Петреску.
Социалистическая партия, в отличие от других подобных групп, отказалась войти в Социалистический рабочий интернационал и вместо этого присоединилась к Парижскому бюро (к ней присоединилась группа в левом крыле СДПР).